# Jacoba Surie
Jacoba Surie, ook Coba Surie, (Amsterdam, 5 september 1879 - aldaar, 5 februari 1970) was een Nederlands kunstschilderes. Ze behoorde tot de schildersgroep de Amsterdamse Joffers. Zij was ook aquarellist, graficus, tekenaar en lithograaf.

## Leven en werk

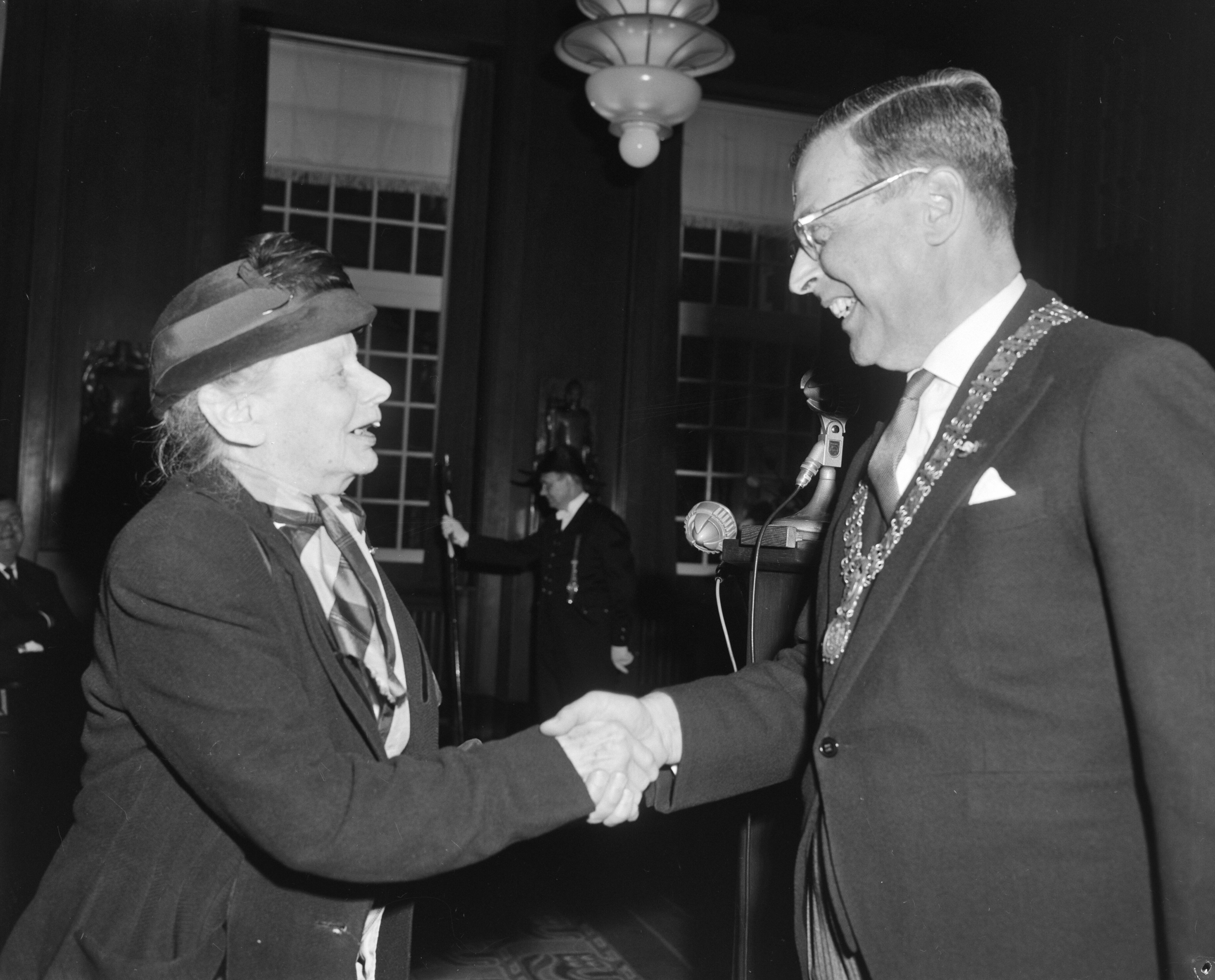
Jacoba Surie krijgt lintje van Van Hall (1963)

Surie werd in 1879 in Amsterdam geboren als dochter van de makelaar Hendrik Carel Surie en Sara Johanna Lingeman. Zij werd opgeleid aan de Teekenschool voor den Werkenden Stand te Amsterdam en aan de Rijksakademie van beeldende kunsten eveneens te Amsterdam. Ze kreeg onder meer les van Coba Ritsema en Joseph Mendes da Costa. Surie was lid van verschillende kunstgezelschappen, zoals Arti et Amicitiae en de Vereeniging Sint Lucas in Amsterdam, Pulchri Studio in Den Haag en Pictura Veluvensis in Renkum. Surie wordt gerekend tot de Amsterdamse Joffers, samen met Lizzy Ansingh, Jo Bauer-Stumpff, Ans van den Berg, Nelly Bodenheim, Marie van Regteren Altena, Coba Ritsema en Betsy Westendorp-Osieck. Surie was als beeldend kunstenaar werkzaam in Amsterdam. Met Ans van den Berg, ook een van de Amsterdamse Joffers, deelde zij een huis en een atelier aan de Keizersgracht. Met haar maakten ze diverse reizen zowel in Nederland als daarbuiten.
Het werk van Surie werd meermalen bekroond. In 1913 won zij de Willink van Collenprijs en in 1929 de gouden medaille van koningin Wilhelmina. Werk van Surie bevindt zich in de collecties van het Stedelijk Museum Amsterdam, het Gemeentemuseum Den Haag en het Gemeentemuseum Helmond.
Surie overleed in februari 1970 op 90-jarige leeftijd in haar woonplaats Amsterdam. Zij werd begraven op de begraafplaats Zorgvlied.
Zij was een volle nicht van kunstenares Jo Strumphler.